# Chief White Eagle
Chief White Eagle er en amerikansk stumfilm fra 1912 af Romaine Fielding.

## Medvirkende
- Romaine Fielding
- Mary Ryan som Estrella
- Robyn Adair som Adair
- Richard Wangermann
- Nellie Cytron